# Drahanovice
Obec Drahanovice (něm. Drahanowitz) se nachází v okrese Olomouc v Olomouckém kraji. Žije zde přibližně 1 800 obyvatel.

## Historie
První písemná zmínka o obci pochází z roku 1322. Občas se uvádí i rok 1287, ve kterém je poprvé zmíněna část obce Střížov. Obec se spíše hlásí k prvnímu datu, v roce 2022 slavila 700 let od první písemné zmínky. 

## Pamětihodnosti
- Kostel svatého Jakuba Většího
- tvrz Černá věž
- Socha svatého Jana Nepomuckého
- Hraniční kámen

## Části obce
- Drahanovice
- Kníničky
- Lhota pod Kosířem
- Ludéřov
- Střížov

## Osobnosti
- Bohumil Pazdírek (1839–1919), hudební skladatel, dirigent, muzikolog, bibliograf. Známý také pod pseudonymem Johann Peter Gotthard. Působil v Rakousku. Zemřel v Bad Vöslau u Vídně.[4] Na hudebním poli spolupracoval i se svými mladšími bratry Františkem[5] a Ludevítem,[6] rodáky z Citova.
- Hubert Stavěl (1886–?), pedagog, básník a literát. V letech 1941 až 1945 zatímní správce gymnázia v Tišnově.[7][8]
- František Smyčka (1870–1918), pedagog, přírodovědec, badatel čelechovického devonu.[9]
- František Večeřa-Střížovský (1888–1952)[10] – katolický kněz, básník, hudební skladatel, spoluautor kancionálu Boží cesta.
- František Záleský (1901–1961),  malíř a ilustrátor. Studoval soukromě u D. Orbána v Budapešti. Do roku 1937 žil na Slovensku, později v Olomouci. Věnoval se krajinomalbě s tématy Tater a Podkarpatské Rusi, také zobrazoval scény z venkovského života. Od r. 1943 byl členem Skupiny olomouckých výtvarníků.[11]
- Josef Vaca (1904–1966), učitel, národopisný pracovník, zpěvák, dirigent a hudební odborník. Rodák z Kostelce na Hané, vyrůstal v Drahanovicích.[12][13]
- Jan Řehoř (1905–1964) – člen 311. perutě RAF, palubní střelec.[14][15]
- Vlastimil Spáčil (1908–1942), učitel, Sokol, oběť nacismu. Rodák z Čekyně působil v Drahanovicích v letech 1930 až 1940. Zahynul v Osvětimi 25. února 1942, pět dnů po svých 34. narozeninách.[16]
- Bohuslav Heža (v seznamech pilotů uváděn jako Héža)[17] (1914–1983) – letec 311. perutě RAF[18]
- Heřman Josef Tyl (1914–1993), katolický kněz. V letech 1987 až 1990 administrátor excurrendo zdejší farnosti.
- Antonín Juchelka (1921–1987), katolický kněz. V letech 1973 až 1987 spravoval drahanovickou farnost. Rodák z Těškovic byl komunistům trnem v oku mimo jiné proto, že ve farnostech dokázal probudit duchovní život, obnovil u Hradce nad Moravicí poutě na tamní Kalvárii a ve Vítkově 2. března 1969 asi koncelebroval zádušní mši za studenta Jana Zajíce, následovníka Jana Palacha. Antonín Juchelka zemřel po krátké a těžké nemoci 18. února 1987 ve Fakultní nemocnici Olomouc. Pohřben je v Pusté Polomi.[19]
- Karel Dospiva (1935–2012) – český dirigent

## Fotogalerie

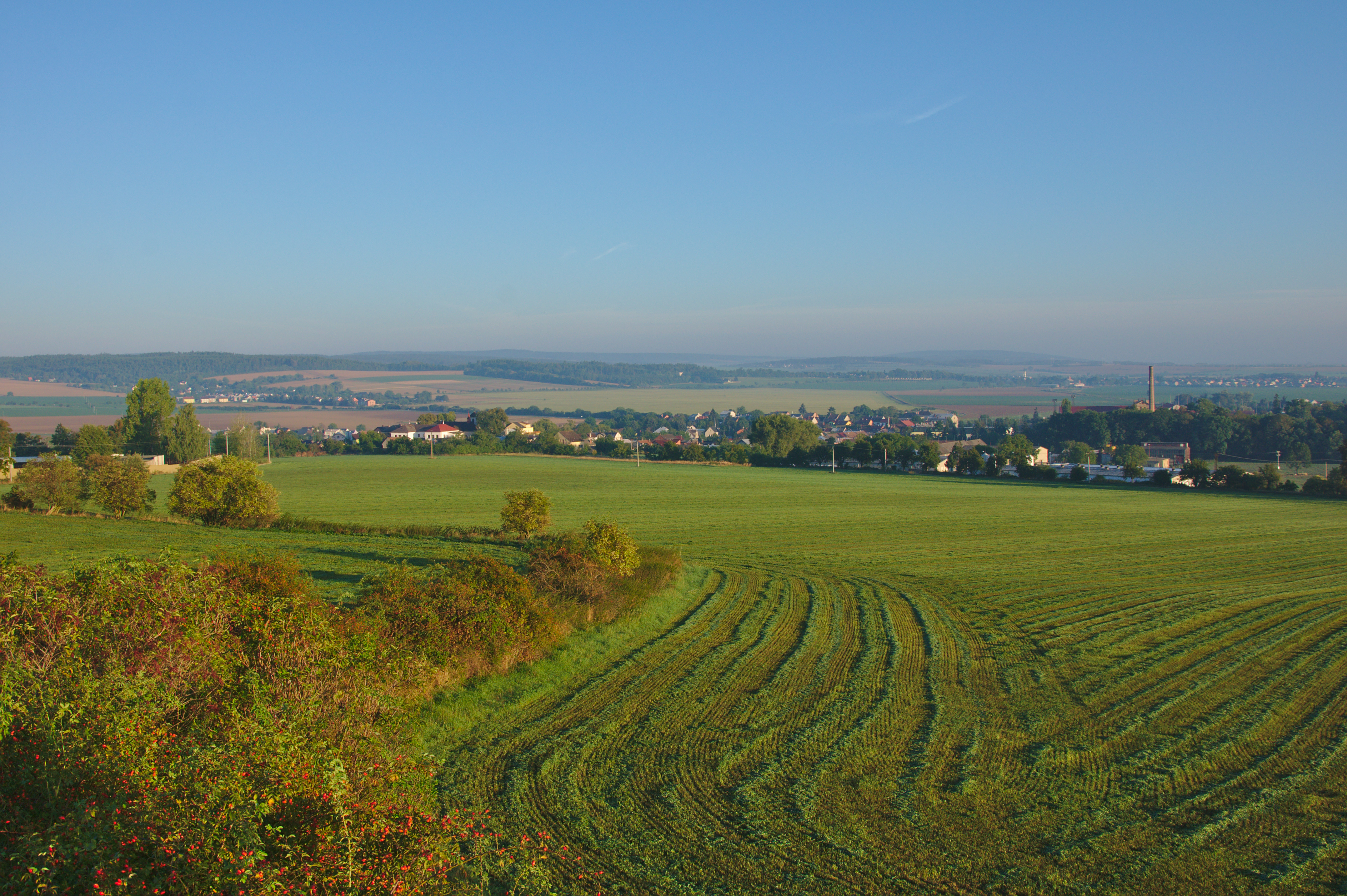
Pohled na obec od jihu
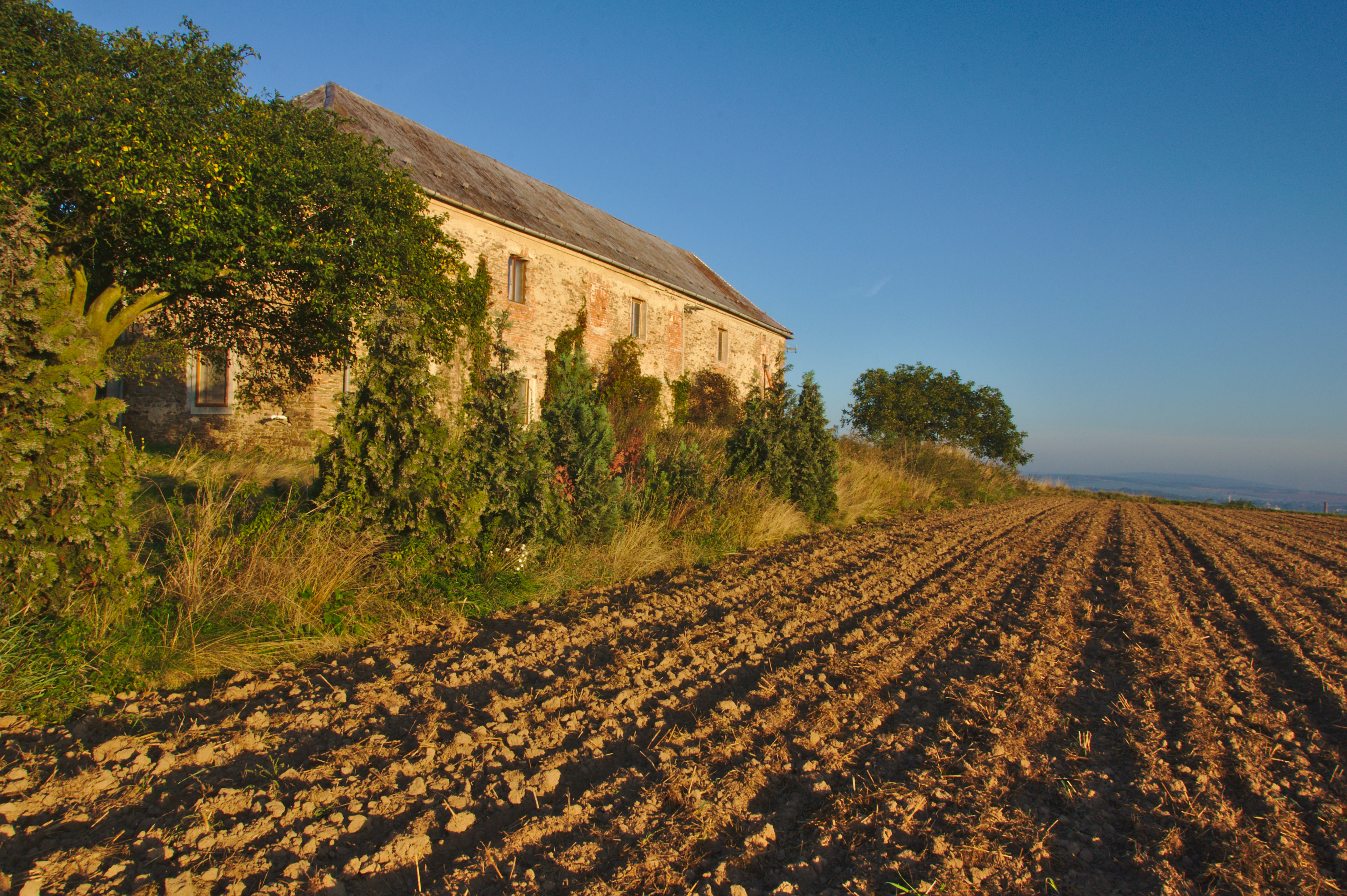
Lusthóz
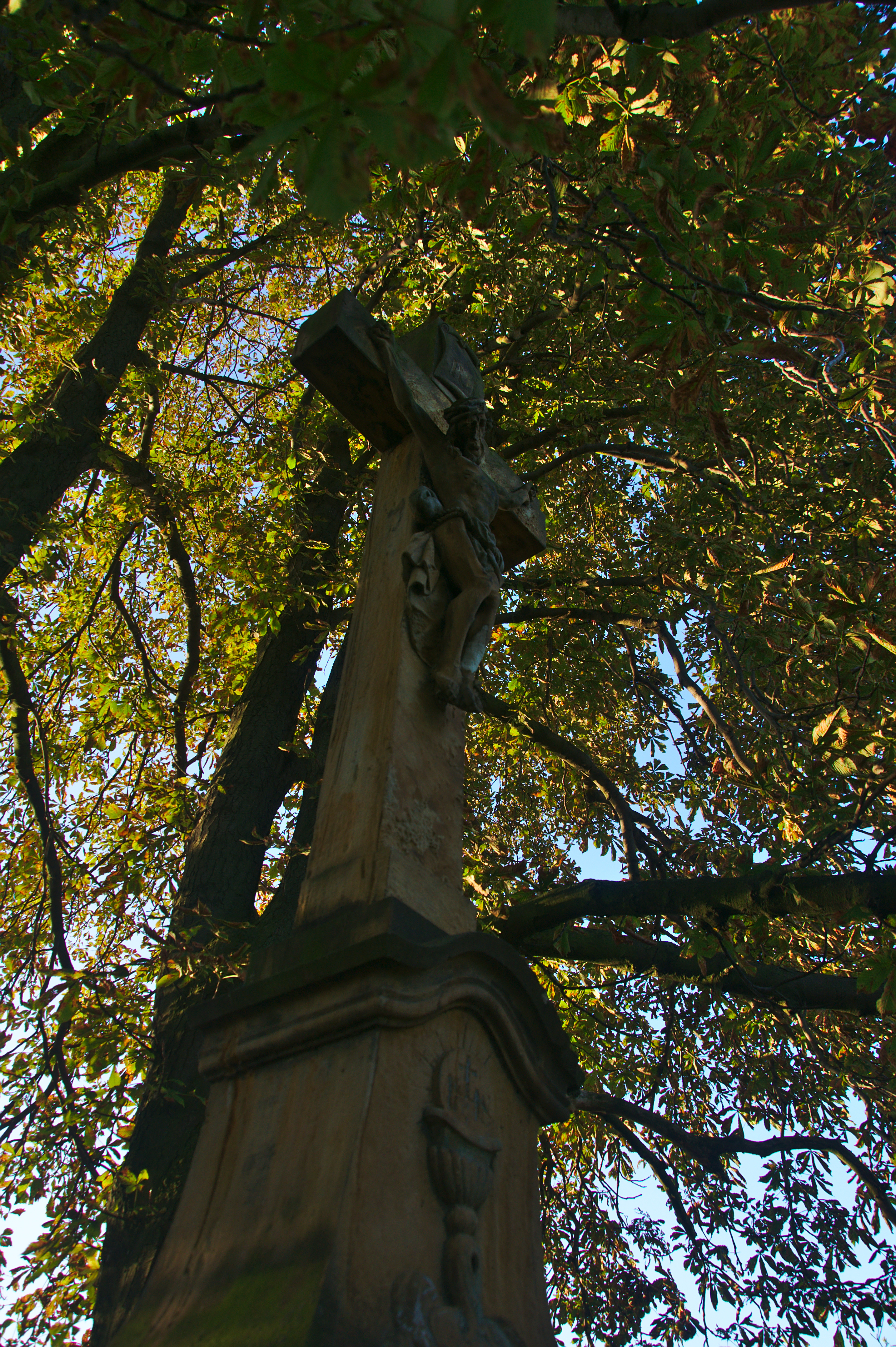
Kříž za zemědělským družstvem
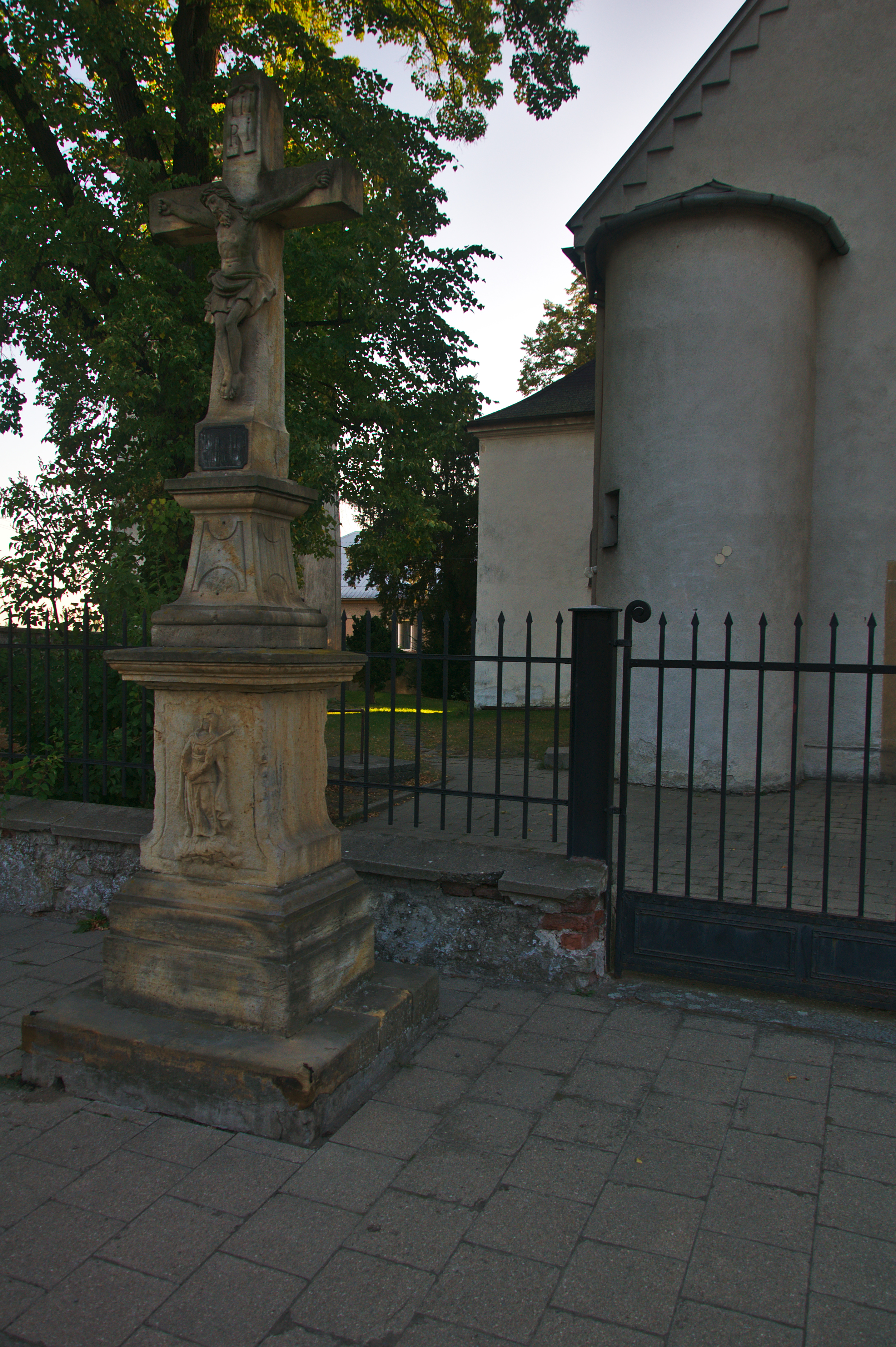
Kříž před kostelem
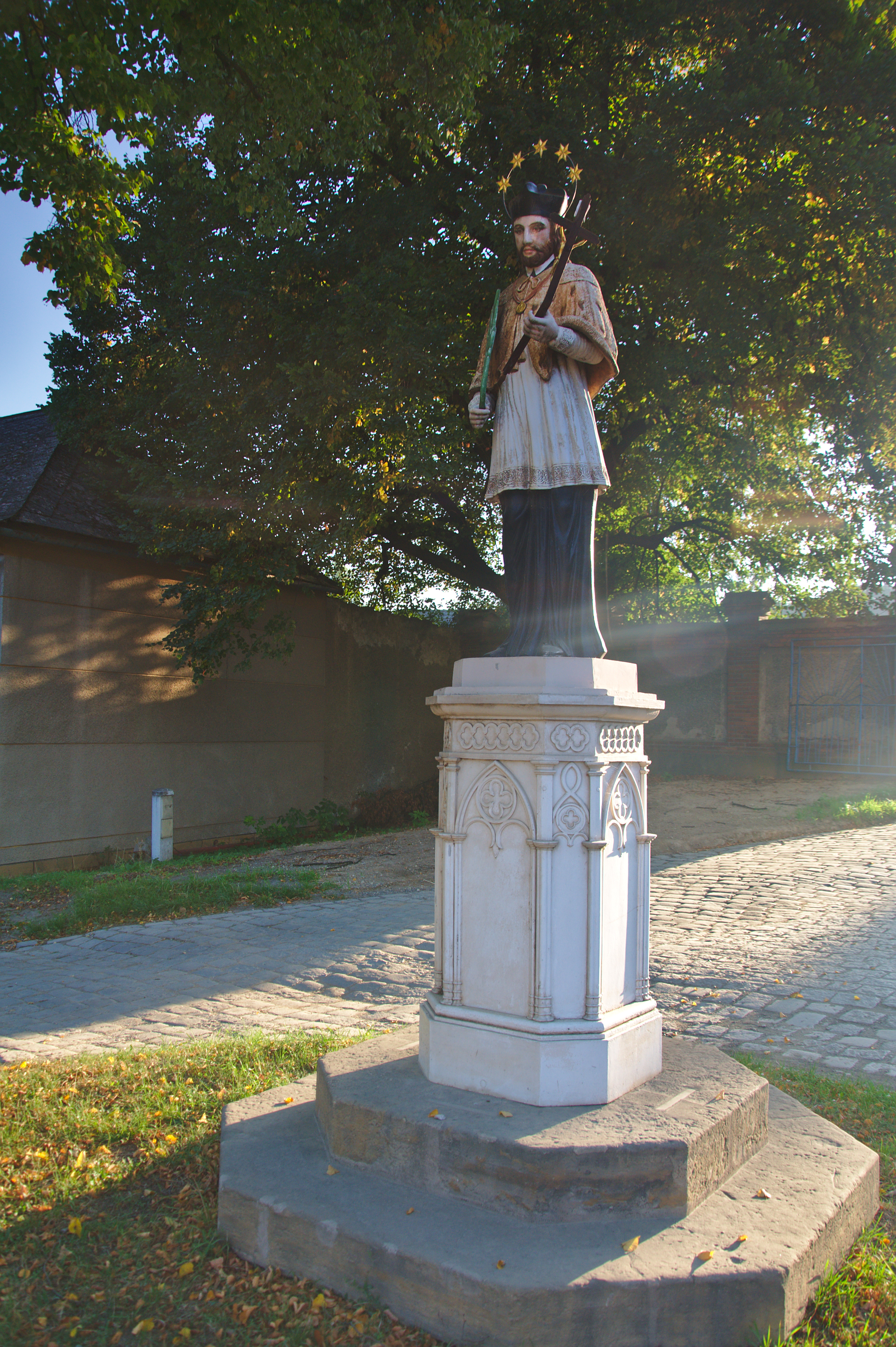
Socha svatého Jana Nepomuckého
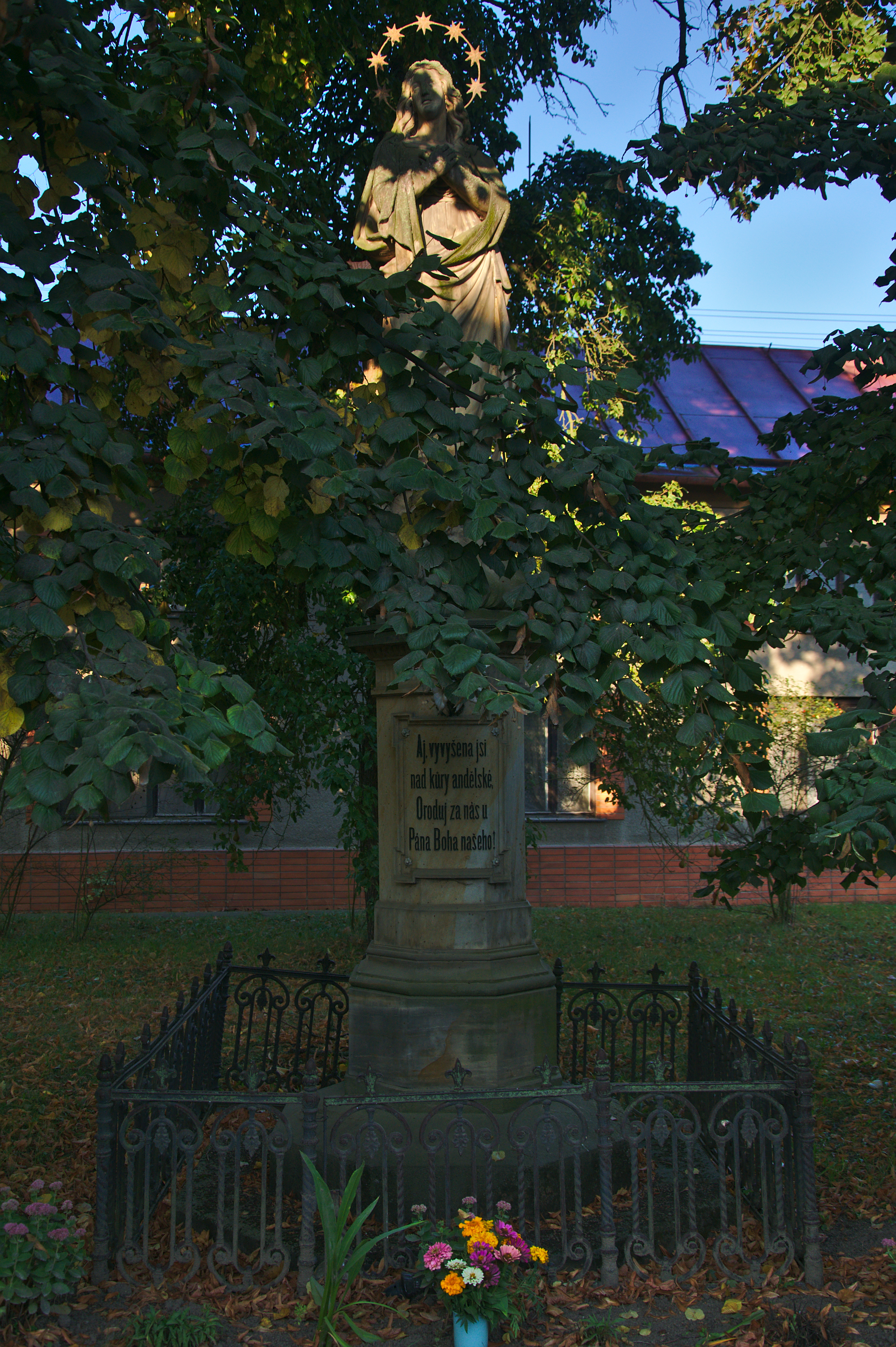
Socha naproti Černé věži
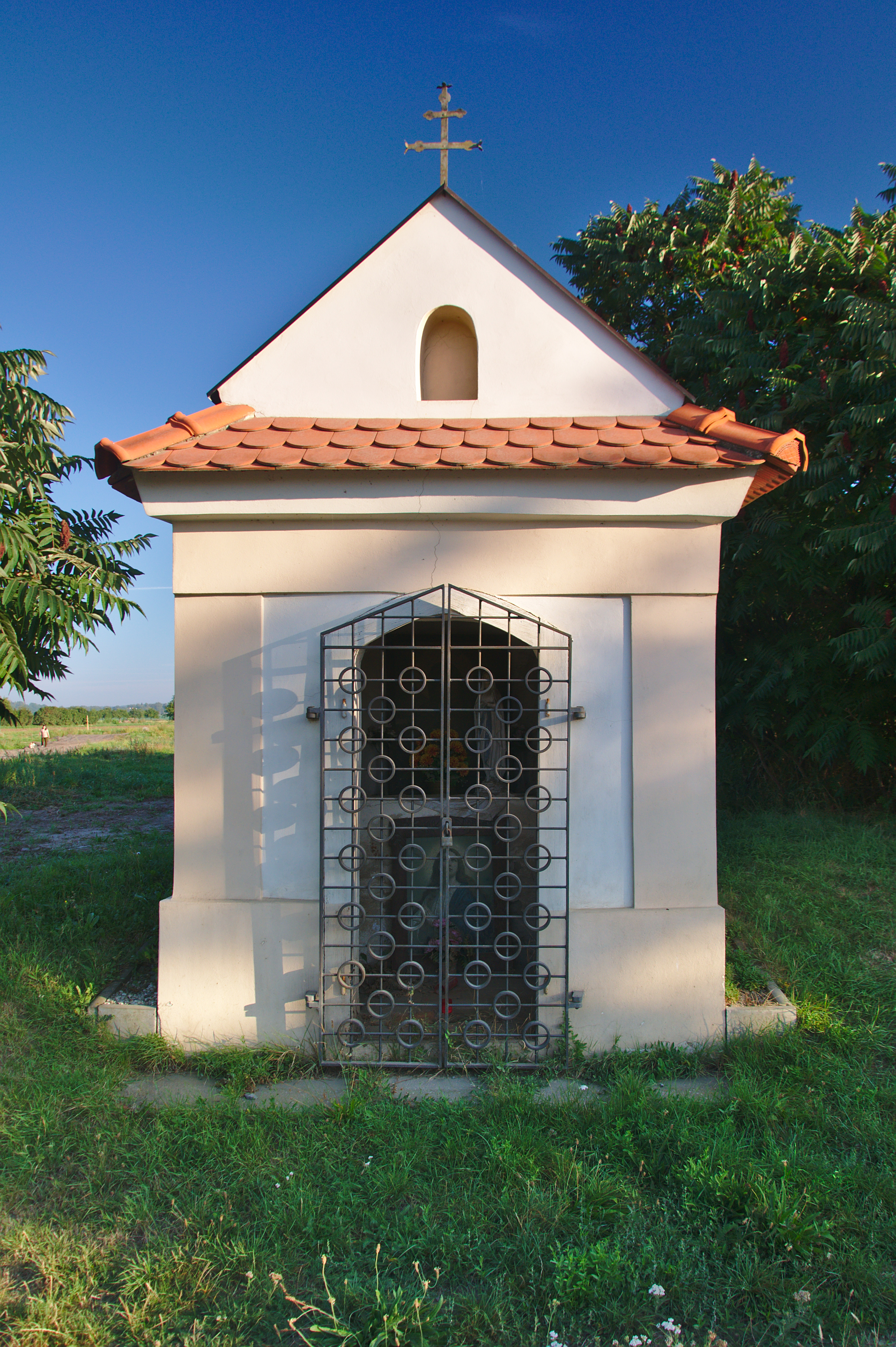
Výklenková kaplička u hlavní silnice